# PROMISE (布袋寅泰の曲)
「PROMISE」（プロミス）は、布袋寅泰の33枚目のシングル。

## 解説
2011年5月18日に、EMIミュージック・ジャパンから発売された。
元々、布袋が「日本を元気にする楽曲をリリースしたい」と考えて2011年2月中旬から制作していたが、3月11日に東日本大震災が発生した。その影響を受け歌詞を書き下ろした楽曲である。シングル売上の一部を東日本大震災の被災者へ義援金として寄付。
PVの監督は阪本順治で、布袋との作品は2000年11月に公開した映画『新・仁義なき戦い』以来約10年半振りとなる。映像は「ペガサス」と呼ばれるクレーンを使用し、片方にカメラマンが、片方に布袋が乗り、クレーンが回転しつつ上下に動きながら布袋や他の人々を撮影する一発撮りの映像となった。
カップリングの「Greatest Guitar Medley」は、布袋の活動30周年を記念したインストゥルメンタルで、BOØWY・COMPLEX・ソロの楽曲をメドレー形式にしてギターで演奏したもの。
初回限定盤のみ、布袋の49歳の誕生日の2011年2月1日に行われた武道館ライブ音源を3曲収録したCDと、同ライブの音源22曲のうち好きな3曲をダウンロード出来る「アラカルト・ダウンロードID」が付属。

## 収録曲
1. PROMISE (5:28)
作詞・作曲・編曲：布袋寅泰
2. Greatest Guitar Medley (3:47) 
作曲・編曲：布袋寅泰

### BONUS DISC（初回盤のみ）
1. TEENAGE EMOTION -LIVE FROM BUDOKAN 2011.02.01-
2. PROPAGANDA -LIVE FROM BUDOKAN 2011.02.01-
3. C'MON EVERYBODY -LIVE FROM BUDOKAN 2011.02.01-

### アラカルト・ダウンロードIDでダウンロード可能な楽曲
LIVE FROM BUDOKAN 2011.02.01
- BABY ACTION
- BAD FEELING
- BE MY BABY
- CLOUDY HEART
- CRASH COMPLEXION
- DANCE CRAZE
- DANCING WITH THE MOONLIGHT
- deja-vu
- DRAGON CRIME
- DREAMIN'
- GLORIOUS DAYS
- GOOD SAVAGE
- GUITARHYTHM
- HALF MOON
- INSTANT LOVE
- LONDON GAME
- MATERIALS
- NO MORE LIES
- RUMBLING MAN
- RUNAWAY TRAIN
- SUPER-CALIFRAGILISTIC-EXPIARI-DOCIOUS
- WAITING FOR YOU

## Greatest Guitar Medleyの原曲一覧
| 原曲                                             | 挿入箇所 |
| ------------------------------------------------ | -------- |
| 「B・BLUE」（BOØWY）                             | 0:00     |
| 「RAMBLING MAN」（COMPLEX）                      | 0:10     |
| 「RADIO!RADIO!RADIO!」（布袋寅泰）               | 0:23     |
| 「INTRODUCTION」（BOØWY）                        | 0:40     |
| 「BATTLE WITHOUT HONOR OR HUMANITY」（布袋寅泰） | 0:50     |
| 「NO MORE LIES」（COMPLEX）                      | 1:03     |
| 「RUSSIAN ROULETTE」（布袋寅泰）                 | 1:14     |
| 「MATERIALS」（布袋寅泰）                        | 1:26     |
| 「恋をとめないで」（COMPLEX）                    | 1:37     |
| 「DREAMIN'」（BOØWY）                            | 1:48     |
| 「B・BLUE」（BOØWY）                             | 1:59     |
| 「MERRY-GO-ROUND」（布袋寅泰）                   | 2:02     |
| 「サレンダー」（布袋寅泰）                       | 2:16     |
| 「MARIONETTE」（BOØWY）                          | 2:27     |
| 「CHANGE YOURSELF!」（布袋寅泰）                 | 2:39     |
| 「B・BLUE」（BOØWY）                             | 2:44     |
| 「C'MON EVERYBODY」（布袋寅泰）                  | 3:07     |
| 「さらば青春の光」（布袋寅泰）                   | 3:18     |
| 「JUSTY」（BOØWY）                               | 3:30     |
| 「LONDON GAME」（BOØWY）                         | 3:35     |
| 「バンビーナ」（布袋寅泰）                       | 3:43     |